# Romanização do governo de Macau
A romanização do governo de Macau refere-se ao sistema mais coerente da romanização do cantonense, utilizado pelo governo de Macau e por outras organizações não governamentais estabelecidas na Região Administrativa Especial de Macau da República Popular da China. O sistema é utilizado pelo governo de Macau desde a administração portuguesa no território, e continua sendo utilizado na atualidade mesmo após a transferência da soberania de Macau em 1999. De forma semelhante ao sistema de romanização do governo de Hong Kong, o método não está completamente normalizado, e como tal não é ensinado nas escolas, mas sim empregado por agências governamentais para exibir com precisão a pronúncia correta do cantonense no uso oficial e na sinalização pública.
A romanização do governo de Macau utiliza uma convenção similar à do governo de Hong Kong, sendo baseada na pronúncia da língua portuguesa, em vez da língua inglesa, dada a história colonial de Macau. Portanto, as duas normas governamentais possuem diferentes ortografias para a mesma pronúncia do cantonense.

## Uso
Durante o período colonial de Macau, o governo português não possuía uma forma coerente de romanizar o cantonense para a língua portuguesa, mas adotou uma norma de facto para a transliteração dos nomes próprios, como os locais geográficos e apelidos. A publicação de 1985, Silabário Codificado de Romanização do Cantonense (em chinês:  密碼及廣州音譯音之字音表), criou uma tabela fonética e um gráfico tonal do cantonense, com base na fonologia da língua portuguesa, e posteriormente serviu de base para a romanização do cantonense para o português. Antes desta adoção, as pessoas que estudavam ou realizavam operações nas proximidades de Hong Kong durante o domínio britânico, utilizavam uma transliteração baseada no inglês de Hong Kong para romanizar o cantonense.

## Ortografia
Embora não esteja oficialmente normalizado, o sistema de romanização do governo de Macau adota mais ou menos as normas coerentes e utiliza o alfabeto português como base. Esta circunstância resulta na substituição das letras encontradas em outros métodos de romanização do cantonense para os equivalentes portugueses mais próximos, como a letra 'v' para 'w' (/w/). Todos os tons e distinções entre as vogais longas e curtas são omitidos, tal como acontece com o sistema utilizado pelo governo de Hong Kong.

### Consoantes
Iniciais
Finais
| AFI | Governo de Macau | Jyutping | Yale | Governo de Hong Kong |
| -p  | -p               | -p       | -p   | -p                   |
| -t  | -t               | -t       | -t   | -t                   |
| -k  | -c, -k*          | -k       | -k   | -k                   |
| -m  | -m               | -m       | -m   | -m                   |
| -n  | -n               | -n       | -n   | -n                   |
| -ŋ  | -ng              | -ng      | -ng  | -ng                  |

Nota: *Denota uma norma não governamental, mas pode ser utilizada como uma alternativa.

### Vogais, ditongos e consoantes silábicas
| AFI  | Governo de Macau | Jyutping | Yale | Governo de Hong Kong |
| aː   | a, ah            | aa       | aa   | a, ah                |
| ɐ    | e                | a        | a    | a, o, u              |
| ɛː/e | e                | e        | e    | e                    |
| iː   | i                | i        | i    | i, ze, ee            |
| o    | o, e             | o        | o    | o                    |
| uː   | u                | u        | u    | u, oo                |
| œː   | eu               | oe       | eu   | eu, eo               |
| ɵ    | eu               | eo       | eu   | u                    |
| yː   | iu               | yu       | yu   | yu, u, ue            |
| aːi  | ai               | aai      | aai  | ai                   |
| ɐi   | ai               | ai       | ai   | ai                   |
| aːu  | ao               | aau      | aau  | au                   |
| ɐu   | ao               | au       | au   | au                   |
| ei   | ei               | ei       | ei   | ei, ee, ay, ai, i    |
| iːu  | io               | iu       | iu   | iu                   |
| ɔːy  | oi               | oi       | oi   | oi, oy               |
| uːy  | ui               | ui       | ui   | ui                   |
| ɵy   | oi               | eoi      | eui  | ui                   |
| ou   | ou               | ou       | ou   | o                    |
| m̩    | m                | m        | m    |                      |
| ŋ̩    | ng               | ng       | ng   | ng                   |